# 布布尼夫卡 (海辛區)
48°43′16″N 29°18′33″E / 48.72111°N 29.30917°E
布布尼夫卡（烏克蘭語：Бубнівка），是烏克蘭的村落，位於該國西南部文尼察州，由海辛區負責管轄，面積0.28平方公里，海拔高度203米，2001年人口941，人口密度每平方公里3,325.09人。